# کمرکلی غول‌پیکر
کمرکلی غول‌پیکر (نام علمی: Sitta magna) یک گونه از پرندگان از تیرهٔ کمرکلیان (Sittidae) است. این بزرگ‌ترین در میان کمرکلی‌ها با ۱۹٫۵ سانتیمتر (۷٫۷ اینچ) اندازه در طول است. روتنه آن خاکستری مایل به آبی است و پیشانی (از تاج تا بخش بالایی پشت) خاکستری روشن است و با بقیه بخش‌های تیره پشت در تضاد است. این پرنده دارای دو خط ابروی سیاه بسیار پهن و زیرتنه خاکستری روشن، با گونه‌ها و گلوی سفید و شکمی است که کم و بیش به نخودی و دارچین شسته است. برای کمرکلی، این گونه منقار و دم بلندی دارد. ماده را می‌توان از نر با ویژگی‌های چشمی کدرتر تشخیص داد و روتنه آن دارای تضاد کمتری بین تاج، پشت و پایین کمر است. صداها نیرومند هستند و از تکرار الگوهای ساده تشکیل شده‌اند. این گونه غذای خود را از تنه و شاخه‌های درختان به‌ویژه کاج برمی‌چیند و از حشرات و سته‌ها تغذیه می‌کند. در مارس، در سوراخ درخت و بدون پوشاندن در ورودی لانه می‌سازد و لانه حدوداً سه نوجوان دارد.